# Teucholabis flavofimbria
Teucholabis flavofimbria är en tvåvingeart som beskrevs av Alexander 1968. Teucholabis flavofimbria ingår i släktet Teucholabis och familjen småharkrankar.
Artens utbredningsområde är Peru. Inga underarter finns listade i Catalogue of Life.